# Пол Мичъл
Пол Мичъл (на английски: Paul Mitchell), роден на 26 август, 1981 в Манчестър, Англия е защитник, който е настоящ футболист на ФК Милтън Кийнс Донс.

## Кариера
Започва своята кариера през 1999 в Уигън Атлетик където остава 6 години. За тези години той е взиман под наем от отборите на Халифакс Таун през 2001, Суиндън Таун - 2004 и МК Донс - 2005. След края на сезона преминава в МК Донс, като взема участие в над 50 срещи. Контузва се тежко в среща срещу Нотс Каунти през януари 2007 и точно година след контузията Пол се завръща в отбора след редица операции.